# High4
High4 (hangeul: 하이포; stylisé HIGH4) est un boys band sud-coréen composé de quatre membres, signé sous N.A.P Entertainment. Le groupe se compose d'Alex, Sunggu, Myunghan et Youngjun. Ils ont officiellement débuté dans l'industrie coréenne le 8 avril 2014 avec la chanson "Not Spring, Love, or Cherry Blossoms" en featuring avec IU.
En janvier 2017, Sunggu quitte le groupe. Quelques mois après, Alex annonce la fin du groupe, avec les trois membres restants poursuivants leur carrière en solo.

## Membres
- Alex (hangeul: 알렉스), de son vrai nom Kim Alexander (hangeul: 김알렉스) né le 7 septembre 1990 (34 ans) est le danseur et le rappeur.
- Sunggu (hangeul: 성구), de son vrai nom Kim Sung-gu (hangeul: 김성구) né le 22 janvier 1992 (33 ans) est le leader et le chanteur.
- Myunghan (hangeul: 명한), de son vrai nom Baek Myung-han (hangeul: 백명한) né le 15 février 1993 (32 ans) est le chanteur.
- Youngjun (hangeul: 영준), de son vrai nom Yim Young-jun (hangeul: 임영준) né le 24 août 1995 (29 ans) est le rappeur.

## Discographie

### Extended Plays
| Hi High                                                                         | - Date de sortie: 27 août 2014 - Labels: N.A.P. Entertainment, LOEN Entertainment - Formats: CD, téléchargement | 12 | NC | - COR: 1,162+ |
| High Five                                                                       | - Date de sortie: 8 février 2015 - Label: N.A.P. Entertainment - Formats: CD, téléchargement                    | NC | —  | - JPN: —      |
| Hi Summer                                                                       | - Date de sortie: 11 juillet 2015 - Label: N.A.P. Entertainment - Formats: CD, téléchargement                   | NC | —  | - JPN: —      |
| "—" signifie que l'EP ne s'est pas classé ou n'est pas sorti dans cette région. | |    |    |               |

### Singles
| "Not Spring, Love, or Cherry Blossoms" (avec IU)                                      | 2014 | 2  | 1,839,078+ | Hi High          |
| "A Little Closer" (avec Lim Kim)                                                      | 2014 | 29 | 95,715+    | Hi High          |
| "Headache"                                                                            | 2014 | —  |            | Hi High          |
| "Day By Day"                                                                          | 2014 | —  | 14,653+    | Non-album single |
| "Baby Boy"                                                                            | 2015 | —  |            | Non-album single |
| "D.O.A. (Dead or Alive)"                                                              | 2015 | —  |            | Non-album single |
| "HookGA" by High4:20 (avec Hwasa de Mamamoo)                                          | 2016 | —  |            | Non-album single |
| "Weekend" by High4:20                                                                 | 2016 | —  |            | Non-album single |
| "—" signifie que le morceau ne s'est pas classé ou n'est pas sorti dans cette région. |      |    |            |                  |

## Filmographie

### Émissions de variété
| Année | Chaîne  | Titre             | Membres | Notes                |
| ----- | ------- | ----------------- | ------- | -------------------- |
| 2014  | Arirang | After School Club | Tous    | Invités; Épisode 104 |
| 2014  | Arirang | After School Club | Alex    | Invité; Épisode 112  |
| 2014  | Arirang | After School Club | Alex    | Invité; Épisode 131  |
| 2015  | Arirang | After School Club | Tous    | Invités; Épisode 186 |

## Récompenses et nominations

### MelOn Music Awards
| Année | Catégorie          | Travail nommé                          | Résultat   |
| ----- | ------------------ | -------------------------------------- | ---------- |
| 2014  | Hot Trend Award    | "Not Spring, Love, or Cherry Blossoms" | Nomination |
| 2014  | Chanson de l'année | "Not Spring, Love, or Cherry Blossoms" | Nomination |

### Golden Disk Awards
| Année | Catégorie       | Travail nommé                          | Résultat   |
| ----- | --------------- | -------------------------------------- | ---------- |
| 2014  | Digital Bonsang | "Not Spring, Love, or Cherry Blossoms" | Nomination |
| 2014  | Newcomer Award  | High4                                  | Nomination |

## Victoires dans des émissions musicales

### Inkigayo
| Année | Date   | Chanson                              |
| ----- | ------ | ------------------------------------ |
| 2014  | 11 mai | Not Spring, Love, or Cherry Blossoms |